# Chinesischer Christenrat

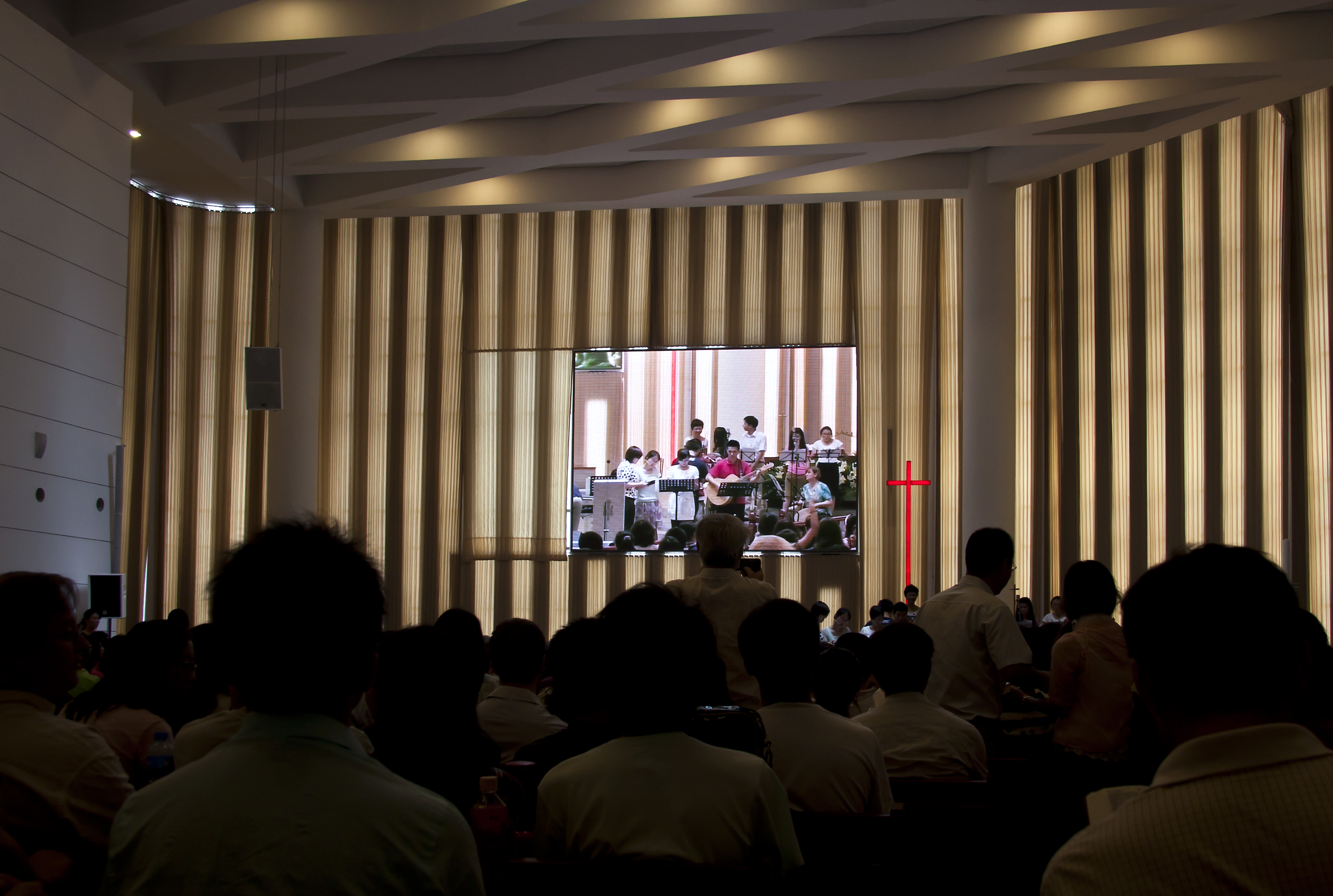
Die 2007 eröffnete Beijing Haidian Christian Church ist eine Megakirche in der Nachbarschaft von zwei Universitäten. Hier kommen pro Sonntag rund 7000 Gläubige zum Gottesdienst

Der Chinesische Christenrat (chinesisch: 中国基督教协会 Zhōngguó Jīdūjiào Xiéhuì, englisch: China Christian Council, Abkürzung: CCC) ist eine 1980 gegründete Dachorganisation des protestantischen chinesischen Christentums. Er ist die einzige Kirche der Volksrepublik China, die Mitglied des Ökumenischen Rats der Kirchen ist; der Beitritt erfolgte 1991. Der Christenrat vertritt nach eigenen Angaben 23 Millionen Mitglieder und 27.000 Pastoren in 60.000 Gemeinden. Er kooperiert eng mit der Patriotischen Drei-Selbst-Bewegung (Three-Self Patriotic Movement, TSPM), einer in den 1950er Jahren gegründeten politischen Massenorganisation; beide sind – auch ihrem Selbstverständnis nach – staatsnah.

## Kirchenleitung

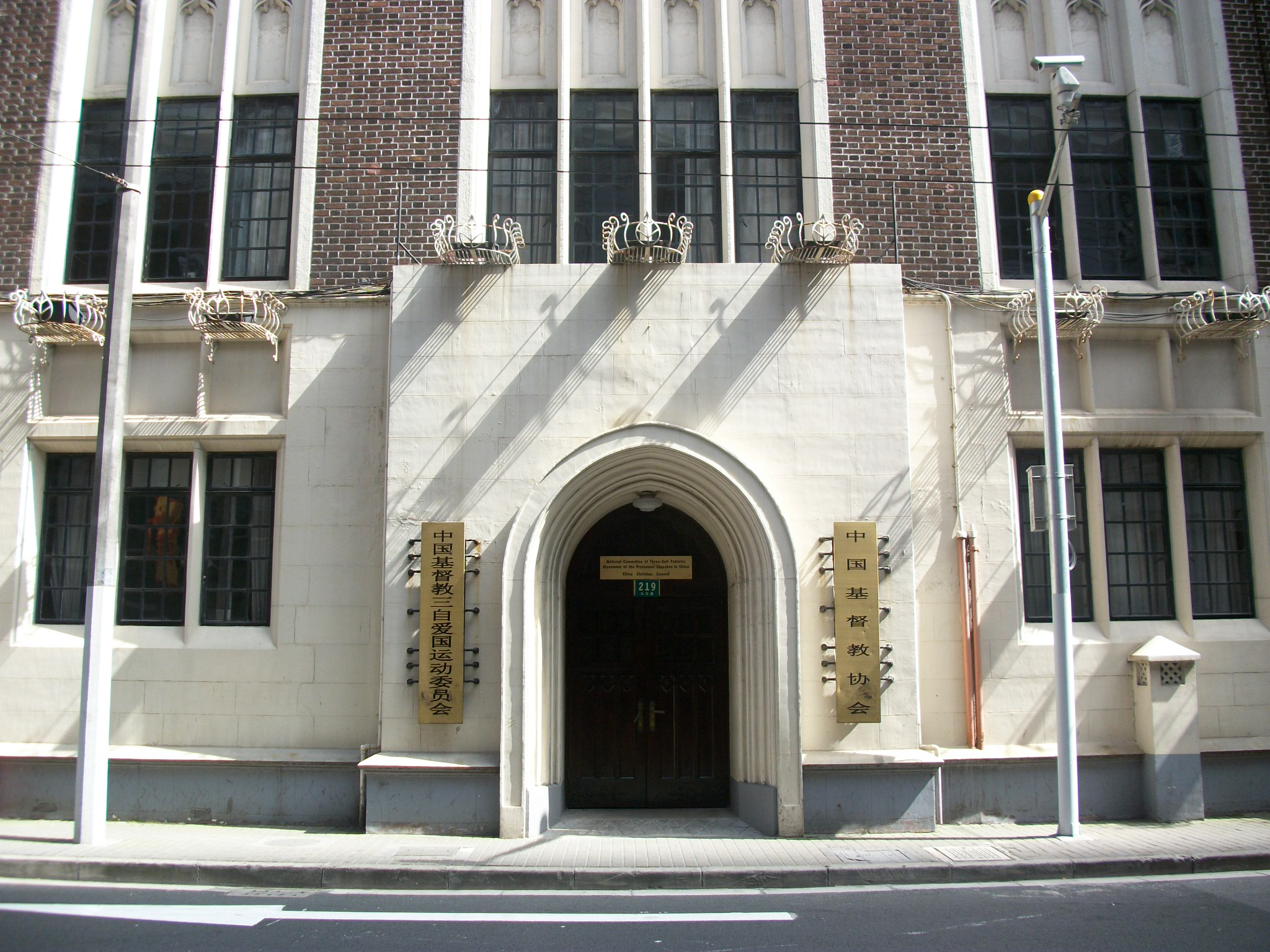
Gemeinsame Zentrale des Chinesischen Christenrats und der Drei-Selbst-Bewegung, Shanghai

Das Leitungsgremium des Chinesischen Christenrats besteht aktuell (Stand 2018) aus folgenden Personen:
- Präsident: Gao Feng (* 1962 in Qihe, Shandong). Er studierte am American Lutheran Seminary und am Lutheran Theological Seminary in Hong Kong, wo er auch promovierte.
- Vizepräsident und Generalsekretär: Kan Baoping (* 1957 in Jinzhou, Liaoning). Er erwarb den Grad eines Master of Divinity an der School of Religious Studies, McGill University.
- Vizepräsident: Shan Weixiang (* 1964 in Yuyao, Zhejiang). Seine theologische Ausbildung erfolgte am Nanjing Union Seminary.
- Assoziierte Generalsekretärin: Lin Manhong (* 1966 in Xiamen, Fujian).

## Christenrat und Drei-Selbst-Bewegung
Das genaue Verhältnis von Christenrat und Drei-Selbst-Bewegung ist undurchsichtig. Nach Meinung von Beobachtern praktizieren beide eine Arbeitsteilung, wobei der Christenrat die innerkirchlichen Aufgaben wie Pastorenausbildung und Druck christlicher Literatur wahrnimmt, die Drei-Selbst-Bewegung dagegen den Kontakt zu staatlichen Stellen hält. Da die Drei-Selbst-Bewegung eine Organisation der Kommunistischen Partei Chinas ist und zur Einheitsfront gehört, ist sie de facto dem Christenrat übergeordnet. Personelle Überschneidungen sind häufig.

## Kirchenbauten
Der Neubau oder die Erweiterung einer Kirche sind auch für Gemeinden unter dem Dach des Chinesischen Christenrats schwierig. In der Provinz Zhejiang kam es im Jahr 2014 zu einer staatlich gelenkten Abrissaktion, bei der Kreuze von Kirchendächern gerissen und auch ganze Kirchen zerstört wurden; die Behörden begründeten diese Aktion mit einer Kampagne gegen illegal errichtete Gebäude. Im Bezirk Pingyang riefen 135 im Christenrat organisierte Gemeinden zu friedlichem Widerstand gegen die Zwangsmaßnahmen auf.

### Beispiele für Kirchengebäude des Christenrats
| Bild | Ort      | Name                                | Baujahr      | Beschreibung |
| ---- | -------- | ----------------------------------- | ------------ | --- |
|      | Shanghai | Holy Trinity Church                 | 1869         | Erbaut für die Anglikanische Kirche. 2006 restauriert, seitdem Zentrum der Drei-Selbst-Bewegung. Noch 2018 nicht für den Gottesdienst geöffnet. |
|      | Beijing  | Chongwenmen Church                  | 1905         | Erbaut 1870 für die Methodistische Episkopalkirche. Im Boxeraufstand niedergebrannt, danach wurde die Kirche in der heutigen Form wieder aufgebaut. Regelmäßige Gottesdienste, auch in koreanischer Sprache.                                                                     |
|      | Shanghai | Community Church                    | 1925         | Zur Erbauungszeit die größte Kirche in Shanghai, bietet Platz für 700 Personen. Regelmäßige Gottesdienste, auch in englischer Sprache. |
|      | Harbin   | Si Cheng Hall                       | 1927         | Von dem Pfarrer Zhang Cheng Zhai mit Bezügen zu chinesischer Architektur erbaut. In der Kulturrevolution in eine Bibliothek umgewandelt, nach 1981 wieder für den Gottesdienst zur Verfügung gestellt. Verschiedene Renovierungen, zuletzt 2005.                                 |
|      | Wuhan    | Rongguang Church                    | 1931         | Erbaut von der Londoner Missionsgesellschaft und nach Griffith John benannt, dem ersten Missionar in Wuhan. Im Zweiten Weltkrieg beschädigt, aber von der christlichen Bevölkerung wieder instand gesetzt. 1993 als Baudenkmal unter Schutz gestellt. Regelmäßige Gottesdienste. |
|      | Xiamen   | Ximen Street Church                 | 1935         | 1997 vergrößert. Regelmäßige Gottesdienste. |
|      | Xiamen   | Xinjie Church                       | 1935         | Älteste protestantische Kirche in China, schon 1848 erbaut; Neubau nach Einsturz des Daches 1928. Regelmäßige Gottesdienste. |
|      | Harbin   | Heilongjiang Hallelujah Church      | ?            | Seit den 1990er Jahren für den Gottesdienst geöffnet; regelmäßige Gottesdienste. |
|      | Chengdu  | Enguang Church                      | 1930er Jahre | Erbaut für die Kanadische Methodistische Mission. Regelmäßige Gottesdienste. |
|      | Xinjiu   | Yushui Church                       | 1985         | Regelmäßige Gottesdienste. |
|      | Kunming  | Yunnan Trinity International Church | 2004         | Die Vorgängerkirche Holy Trinity Church wurde 1904 erbaut. Megakirche; regelmäßige Gottesdienste. |
|      | Beijing  | Chaoyang Church                     | 2005         | Regelmäßige Gottesdienste. |
|      | Beijing  | Haidiang Church                     | 2007         | Megakirche; regelmäßige Gottesdienste. |

## Christenrat und Hausgemeinden

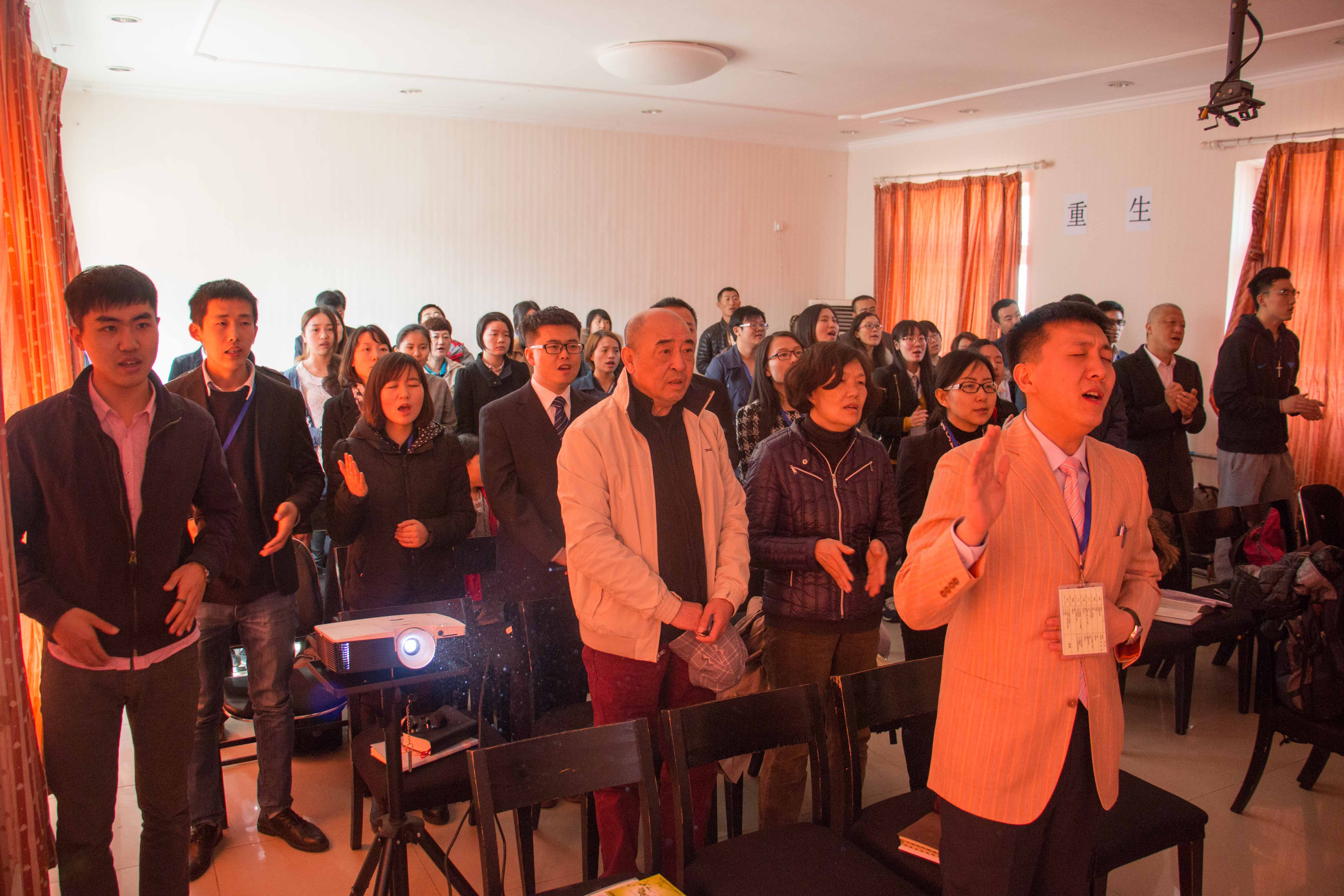
Gottesdienst in einer Hausgemeinde (Shunyi, Beijing, 2015)

Die große Zahl an Hausgemeinden ist in China eine Folge von fehlenden Kirchengebäuden. Es gibt Hausgemeinden, die eine Untergrundexistenz anstreben, und es gibt Hausgemeinden, die unabhängig vom Christenrat sind, aber staatlich registriert.
Der größte Teil der Kirchenmitglieder des Chinesischen Christenrats, mehr als zwei Drittel, sind aber selbst in Hausgemeinden organisiert, wobei sich zwei Typen unterscheiden lassen:
- Hausgemeinden als reguläre Mitglieder, die eine Art Dépendance einer dem Christenrat angeschlossenen Gemeinde bilden;
- Hausgemeinden, die sich nicht staatlich registrieren lassen, aber de facto Teil der Christenrats-Struktur sind. Mit Predigt, Seelsorge und Kasualien sind hier Pastoren tätig, die dem Christenrat angehören. Die verwendeten Bibeln und anderen Ressourcen stammen vom Christenrat. Diese Art der Betreuung von Hausgemeinden entspricht der offiziellen Politik des Christenrats.

Der größte Teil der chinesischen evangelischen Christen lebt auf dem Land. Dort befinden sich auch die meisten Hausgemeinden. In ihrer Frömmigkeit und ihrer Kultur besteht kaum ein Unterschied zwischen den mit dem Christenrat verbundenen Hauskirchen und denen, die außerhalb dieses Netzwerks bleiben.
Die Kirchenleitung des Christenrats und die Stadtgemeinden stehen vor der Herausforderung, wie sie mit der ländlichen Basis (über 80 Prozent der Mitglieder) kooperieren. Das betrifft sowohl eine ethische Orientierung in der sich schnell verändernden chinesischen Gesellschaft als auch sozialdiakonische Angebote unter dem Dach der Kirche.

## Theologisches Profil
„Der Chinesische Christenrat versteht sich vor allem als Serviceorganisation. Die Kirche in China sei auf dem Weg zu einer vereinten Kirche und der Christenrat kein autoritäres Organ.“ Dementsprechend werden dogmatische Positionierungen in der Selbstdarstellung vermieden, unter doctrines werden auf der kircheneigenen Homepage einige als wichtig angesehene Punkte in Frage- und Antwort-Form erläutert. Eine Schlüsselrolle spielt die Bibel.
Die Kirche bekennt Gott als Schöpfer der Welt und Herrn der Geschichte. Die Trinitätslehre wird als biblisch begründet bejaht.
Die Bibel als Buch enthalte das Wort Gottes und sei daher zu verehren, aber nicht magisch zu verwenden. Der Christ solle häufig die Bibel lesen und über die Inhalte nachdenken. Man dürfe die biblischen Aussagen aber nicht aus dem Kontext reißen und dürfe sich nicht an Einzelheiten verlieren, sondern solle die größeren Linien der biblischen Darstellung wahrnehmen.
Die Kirche praktiziert die Gläubigentaufe.
Beim Abendmahl gibt es unterschiedliche Riten, entsprechend der konfessionellen Traditionen, aus denen die jeweiligen Ortsgemeinden stammen.

## Seminare

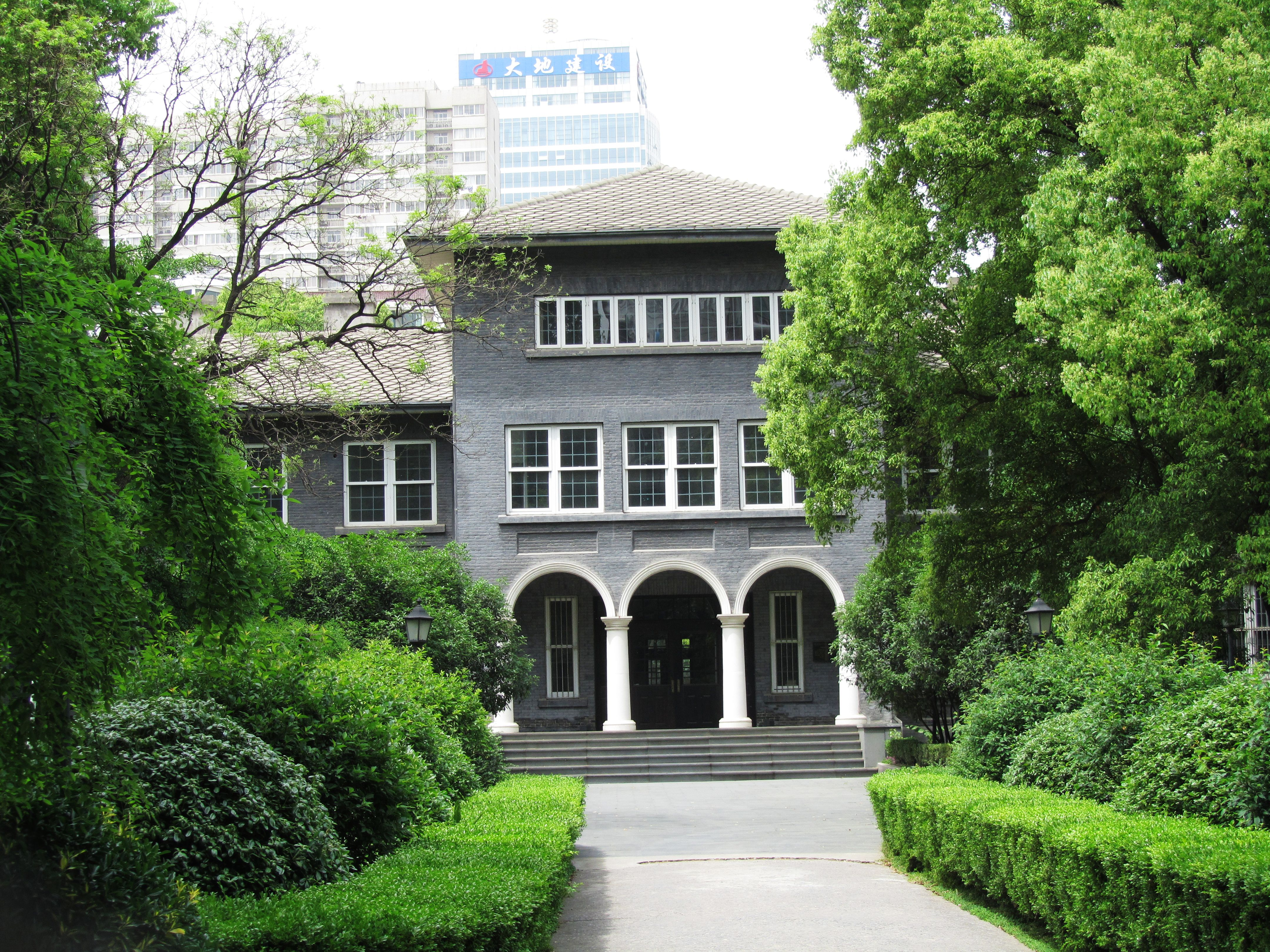
Nanjing Union Theological Seminary

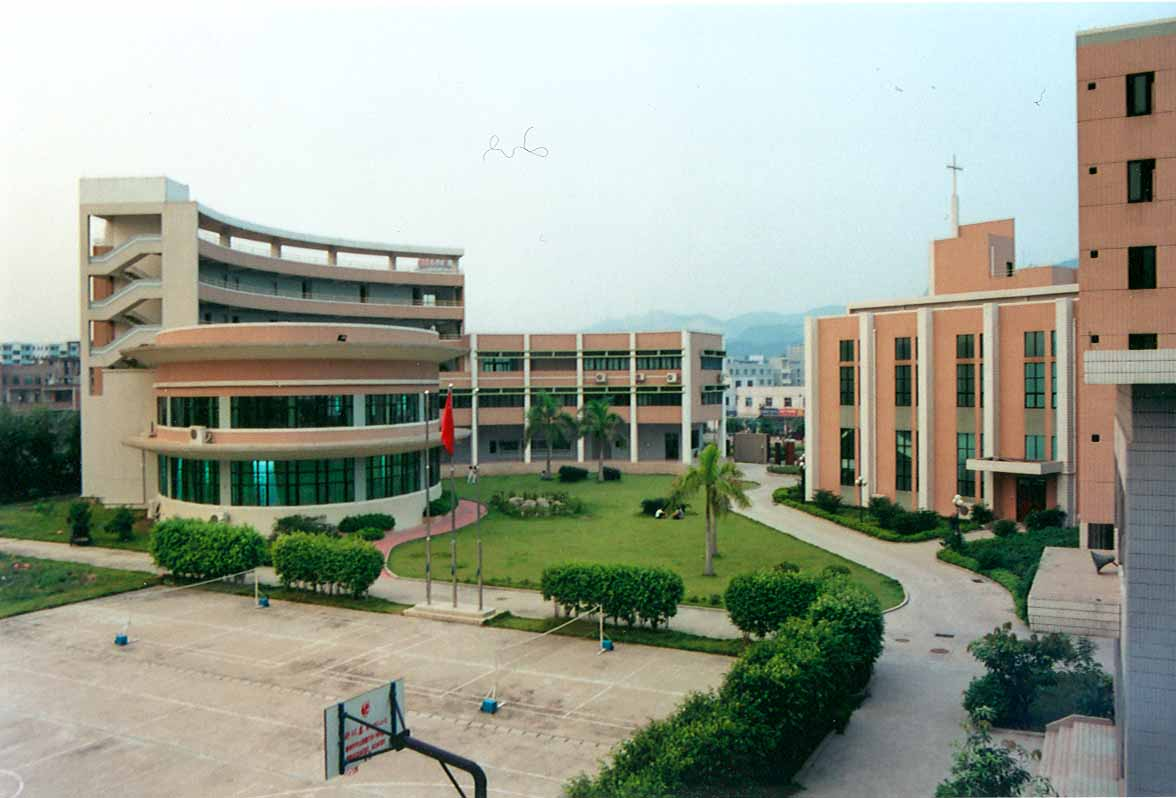
Guangdong Union Theological Seminary

Dem Chinesischen Christenrat unterstehen folgende Ausbildungsstätten:
- Nanjing Union Theological Seminary. 1911 schlossen sich elf theologische Seminare im Osten Chinas zum Theologischen Seminar Nanjing zusammen. 1961 entstand aus einem vergleichbaren Zusammenschluss das Yanjing Union Theological Seminary, und beide fusionierten zum Nanjing Union Theological Seminary (QiaoGe Road 100, Jiang Ning University Town, Nanjing). Das Seminar vermittelt Theologiestudenten aus dem ganzen Land ein theologisches Aufbaustudium und die Möglichkeit zur Promotion. Das Prinzip des Seminars ist es, religiöse Führungskräfte auszubilden, die das Land und die Kirche lieben und den Drei-Selbst-Prinzipien anhängen. Sie erhalten hier eine umfassende spirituelle, moralische, intellektuelle, physische und kooperative Schulung. Die Studenten sollten besondere spirituelle und theologische Eignung aufweisen, die Gläubigen vereinen können und bereit sein, der Kirche und der Gesellschaft zu dienen.[10]
- Theologisches Seminar Heilongjiang in Wanbao, Distrikt Songbei, Harbin (gegründet 2012): Angeboten werden Kurse in Theologie, Kirchenmusik, Spezialausbildung und Orgelmusik.[11]
- Guangdong Union Theological Seminary in Dongping Middle Road 9, Distrikt Baiyun, Guangzhou. Es ging hervor aus dem 1914 gegründeten Canton Union Theological College, das von acht Missionsgesellschaften und drei Denominationen betrieben wurde. Dieses wurde 1960 von der Regierung geschlossen und 1986 unter dem neuen Namen wiedereröffnet. Die Einrichtung bietet seit 2009 eine dreijährige Collegeausbildung und ein vierjähriges theologisches Grundstudium an.[12]
- Theologisches Seminar Yunnan. Fünf Bibelschulen schlossen sich 1950 zu diesem Seminar zusammen. 1989 wurde es wiedereröffnet als Ausbildungsstätte, die dem Chinesischen Christenrat und der Drei-Selbst-Bewegung untersteht. Diese befindet sich seit 2006 am jetzigen Standort Xiaotun Road, Puji Office, Distrikt Wuhua, Kunming. Angeboten wird hier eine dreijährige Collegeausbildung; die etwa 230 Studenten kommen aus vierzehn verschiedenen Ethnien. Etwa 60 % der Kurse haben einen theologischen, die übrigen einen kulturellen Inhalt.[13]
- Sichuan Theological Seminary. Die Einrichtung in der North Sishengci Street 19, Chengdu, wurde 1987 vom Chinesischen Christenrat und der Drei-Selbst-Bewegung gegründet. Die etwa achtzig Studenten gehören meist nationalen Minderheiten an.[14]
- Theologisches Seminar Yanjing. Dieses vom Chinesischen Christenrat und der Drei-Selbst-Bewegung 1986 gegründete Seminar dient der Ausbildung angehender Pastoren für die Nord- und Nordwestprovinzen Chinas; es ist die einzige theologische Ausbildungsstätte in Beijing (QingHe Road 181, QingHe, Distrikt HaiDian). Angeboten wird ein vierjähriges Grundstudium mit den Fächern Bibelstudium, Kirchengeschichte, Systematische Theologie, Praktische Theologie und Patriotismuserziehung.[15]
- Jilin-Bibelschule. Diese Einrichtung (Nanguo Lane, South Nong’an Street, Distrikt Kuancheng, Changchun), wurde im Jahr 2010 für rund 80 Studenten gegründet. Sie bietet ein Aufbaustudium mit ähnlichen Profil wie das Nanjing Union Theological Seminary.[16]
- Theologisches Seminar Jiangsu. Das Seminar ist eine Gründung des Chinesischen Christenrats und der Drei-Selbst-Bewegung aus dem Jahr 1998 und hat seit 2010 die Genehmigung, ein Aufbaustudium anzubieten. Es befindet sich in der North XianYin Road 5, XianLin University Town in Nanjing. Der ganzheitliche Ansatz der Ausbildung entspricht dem des Nanjing Union Theological Seminary.[17]
- Theologisches Seminar Fujian (FuWan Road 121, CangShan District, Fuzhou). Die Gründung des Chinesischen Christenrats und der Drei-Selbst-Bewegung aus dem Jahr 1983 hat einen Schwerpunkt auf der Ausbildung für den praktischen Dienst in der Kirche. Es bereitet auf ein Aufbaustudium vor.[18]

## Veröffentlichungen

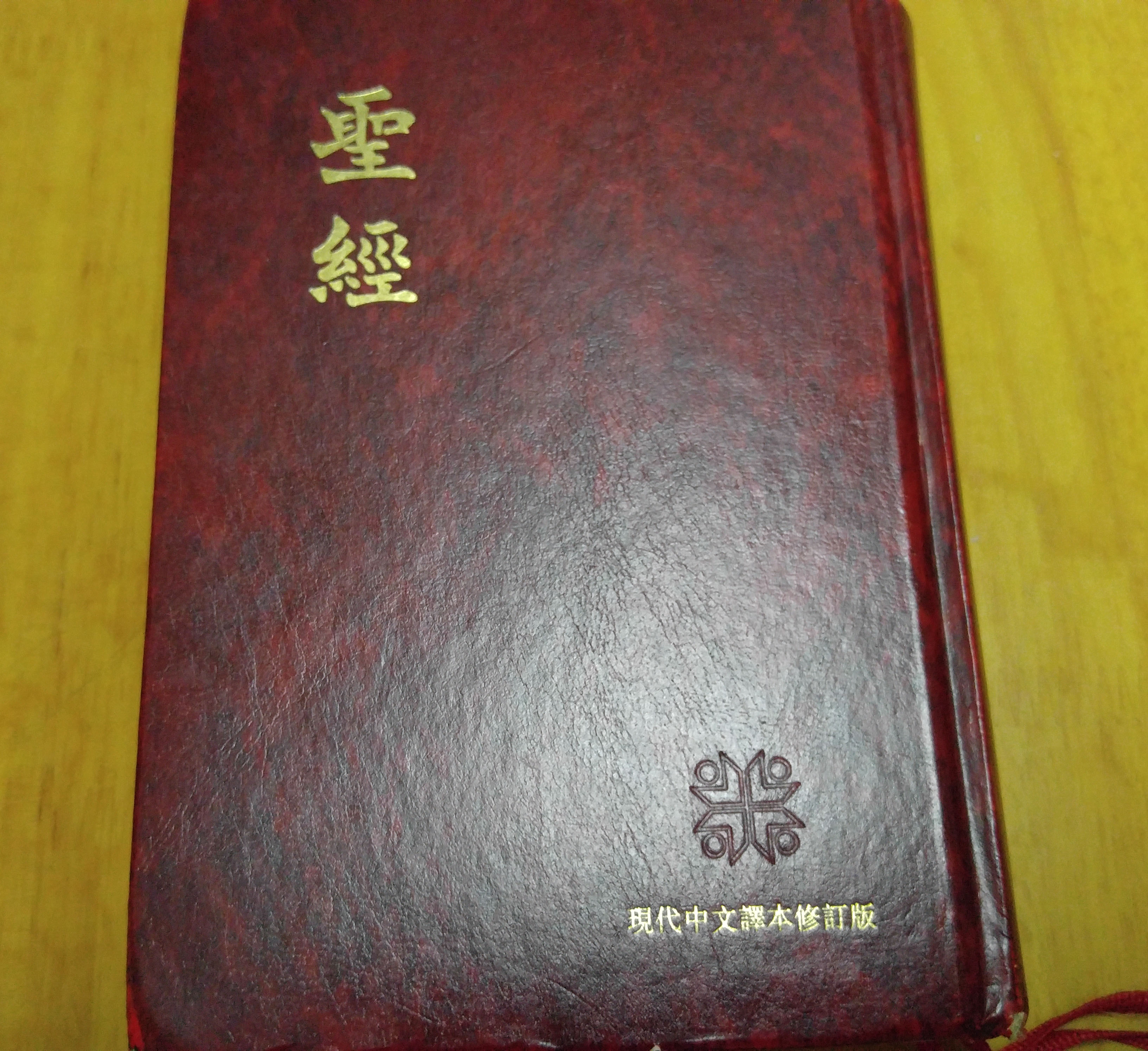
Moderne chinesische Bibel der Hong Kong Bible Society

Der Verkauf von Bibeln in staatlichen Buchhandlungen ist in China nicht erlaubt. Sie sind aber in privaten und kirchlichen Buchhandlungen erhältlich.
Die Drei-Selbst-Bewegung beschloss 1980, Bibeln, Gesangbücher und religiöse Literatur nachzudrucken. 1989 gründete der Christenrat ein Bibelkomitee. 1990 wurden landesweit 70 Bibelverteilungsstellen eingerichtet. Eine weitere Maßnahme war die Änderung von Langzeichen in Kurzzeichen, um die Bibeln für jüngere Chinesen besser lesbar zu machen. Ab Ostern 1989 war diese modernisierte Version der chinesischen Bibel erhältlich. 1993 erschien eine revidierte Version mit neuer Zeichensetzung und Pinyin-Index. Gedruckt werden diese Bibeln ausschließlich von der Nanjing Amity Printing Company Ltd. (南京爱德发展有限公司 Nanjing aide fazhan youxian gongsi).
Hinter diesem Verlagshaus steht einerseits die Amity Foundation, eine 1985 gegründete karitative christliche Organisation, die mit Unterstützung internationaler Partner in den Bereichen Gesundheitsversorgung, Bildungsarbeit und ländliche Entwicklung tätig ist, und andererseits der Weltbund der Bibelgesellschaften (United Bible Society). Außer Bibeln werden auch Gesangbücher, Bibelstudien, Lehrmaterial und christliche Literatur gedruckt.